# 55 Broadway

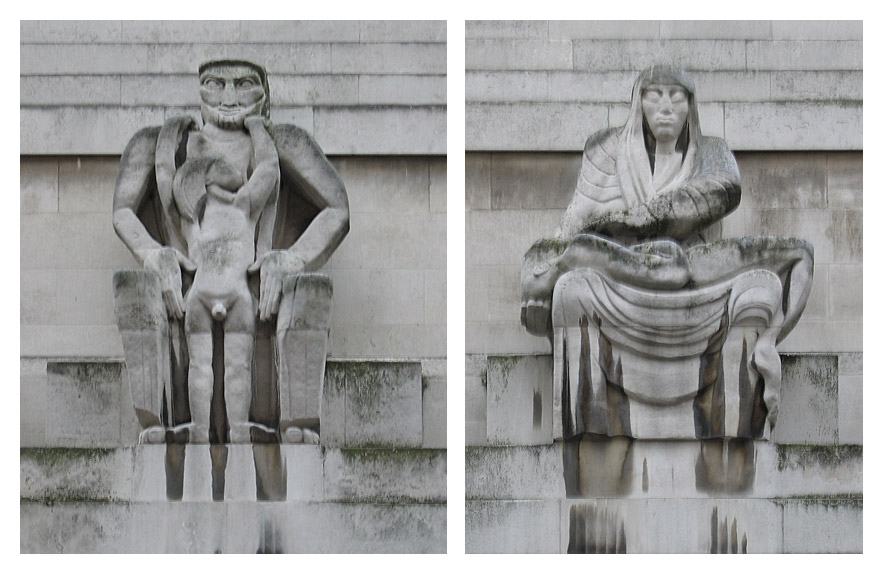
Escultures de Jacob Epstein

55 Broadway és un notable edifici enfront de Saint James's Park a Londres. Fou dissenyat per Charles Holden i construït entre 1927 i 1929. Va ser construït com la seu de la companyia ferroviària London Electric Railway Company (LER), el principal precursor del metro de Londres. Actualment l'edifici l'ocupa Transport for London, l'organisme que engloba entre altres el metro de Londres.